# Zuggelrade
Zuggelrade ist ein Ortsteil der Stadt Grabow des Amtes Grabow im Landkreis Ludwigslust-Parchim in Mecklenburg-Vorpommern.

## Geografie
Der Ort liegt 6 Kilometer nördlich von Lenzen (Elbe) und 16 Kilometer südsüdwestlich von Grabow. Die Nachbarorte sind Deibow und Steesow im Nordosten, Bochin im Südosten, Lenzen (Elbe) im Süden, Moor im Südwesten, Görnitz im Westen sowie Grittel und Krinitz im Nordwesten.

## Geschichte
1540 wird Zuggelrade als Czuckelrade erstmals urkundlich erwähnt. 1542 findet sich der Ort in der Schreibweise Zuchelradt.
Um 1800 gehörte der Ort zum Kreis Lenzen in der Prignitz, einem Teil der Kurmark der Mark Brandenburg und kam im Jahr 1816 zum Kreis Westprignitz; ab 1939 als Landkreis Westprignitz benannt. Ab 1952 gehörte er zum Kreis Ludwigslust im Bezirk Schwerin.

### Einwohnerentwicklung
| Jahr      | 1734 | 1772 | 1791 | 1801 | 1817 | 1837 | 1858 | 1871 | 1895 | 1925 | 1939 | 1946 | 1964 |
| --------- | ---- | ---- | ---- | ---- | ---- | ---- | ---- | ---- | ---- | ---- | ---- | ---- | ---- |
| Einwohner | 38   | 84   | 103  | 88   | 76   | 98   | 111  | 74   | 76   | 86   | 57   | 78   | 50   |